# Armando Laborde
Armando Laborde (Palermo, Buenos Aires, 27 de abril de 1922 – ibídem, 12 de diciembre de 1996) fue un prolífico cantante de tangos argentino.

## Carrera
Formó parte del repertorio de cantores de la orquesta de Juan D'Arienzo originado en 1935, compartiendo el personal junto a otro gran cantor, Alberto Echagüe. A partir de 1940 integró esta  orquesta donde se lució como un cantor de grandes condiciones innatas, afinado y con un timbre agradable. Debutando en 1944 con los temas Magdala y Color de cielo, hasta 1984, cuando acompañado por la orquesta del bandoneonista Alberto Di Paulo realiza diez temas para el sello Magenta, donde interpretó el tema Malena.
Hijo de padre carnicero, de chico cantaba con pequeños conjuntos de su barrio. Hizo varias pruebas en algunas radios con orquestas conocidas: Manuel Buzón, Ricardo Tanturi y Horacio Salgán, entre otras.
Fue por varios días "el cantor sin nombre" ya que a veces se ponía uno y al día siguiente lo cambiaba. En 1922, Dattoli fue "Jorge Dalton", "Jorge Dattoli" y "Roberto Thames". Su nombre artístico nació cuando, regresando en el ómnibus, desde el Hotel Carrasco al centro de Montevideo, D'Arienzo se le ocurre preguntarle al conductor cómo se llamaba y este le respondió Armando Laborde. Con D'Arienzo grabó 145 temas.
Cuando el músico Héctor Varela vuelve a formar su orquesta en 1951 se incorpora junto al cantor Rodolfo Lezica, al pianista César Zagnoli, los bandoneonista Antonio Marchese y Alberto San Miguel, y los violinista Hugo Baralis y Marco Abramovich, dejando registros en el sello Pampa. Las presentaciones fueron realizadas por Cacho Fontana.
También hizo varias presentaciones en televisión como las televisadas por Canal 11.
A lo largo de su trayectoria tuvo varias idas y vueltas en orquestas tales como la de los ya mencionados D'Arienzo, Héctor Varela y Alberto Di Paulo.

## Filmografía
- 1966: Una ventana al éxito, junto a otras personalidades del tango como Juan Ramón, D'Arienzo y Hugo Marcel, y otros ritmos como  Nicky Jones, Johnny Tedesco, Johnny Allon y Los Chalchaleros, entre muchos otros.[6]

## Teatro
- ¿Te acordás, hermano? (1995), interpretado también por Alberto Morán, Roberto Rufino y Alberto Podestá.[7]

## Temas
Junto a Juan D'Arienzo:
- Con alma de tango, de D'Arienzo y Carlos Waiss.
- Desde aquella noche, de Fulvio Salamanca y Carlos Bahr.
- Una y mil noches, de Alberto San Miguel, Oreste Cufaro y Carlos Bahr.
- El vino triste (1952) , de D'Arienzo y Manuel Romero.
- Yuyo brujo (1964) , de Héctor Varela, Benjamín García y Carlos Bahr.
- De puro curda (1968) de Olmedo y Aznar.
- Caña

Junto con Héctor Varela (con quien graba 24 temas):
- Noches de cabaret, de Alberto San Miguel y Antonio Fiasche.
- Un bailongo, de Gardel y Razzano.

Junto a la orquesta de Ricardo Martínez:
- El Viandazo.
- A Mí No Me Hablen De Tango.
- Dos Amores.
- El Encopao.
- Y... Cualquier Cantidad.
- Y te parece todavía.
- Caña.
- Ñatita Decí Que Sí.
- El Vino Triste.
- El bulín de la calle Ayacucho.
- Un Trabajo Flor Y Flor.[8]

## Fallecimiento
El cantor Armando Laborde falleció el jueves 12 de diciembre de 1996 después de veinte días de internación  en el Hospital de Gastroenterología de Buenos Aires, víctima de un cáncer de esófago. Tenía 74 años.